# Ливингстон (водохранилище)
Ливингстон (англ. Lake Livingston) — водохранилище, расположенное в округах Полк, Сан-Джасинто, Тринити и Уолкер (Техас, США).
Названо в честь одноимённого города Ливингстон. Ливингстон на 70 процентов используется, как источник водоснабжения города Хьюстона.

## Физико-географическая характеристика и история создания
Площадь водохранилища составляет 336 км², а его объём — 2,21 км³. Средняя глубина — 7 м, а наибольшая — 23 м. Прозрачность воды колеблется от умеренно-мутной до высоко-мутной.
Строительство дамбы началось в 1966 году и было закончено в 1969 году. В том же году водохранилище заполнено.

## Флора и фауна
В водохранилище произрастают водоросли, встречается водяной гиацинт. Есть большая вероятность поймать следующих рыб: большеротый окунь, сомообразные, синежаберный солнечник, гибридный полосатый окунь и краппи.

## Рекреационное использование
На водохранилище построена плотина. Самым популярным видом рекреационного использования является рыбалка.

## Галерея

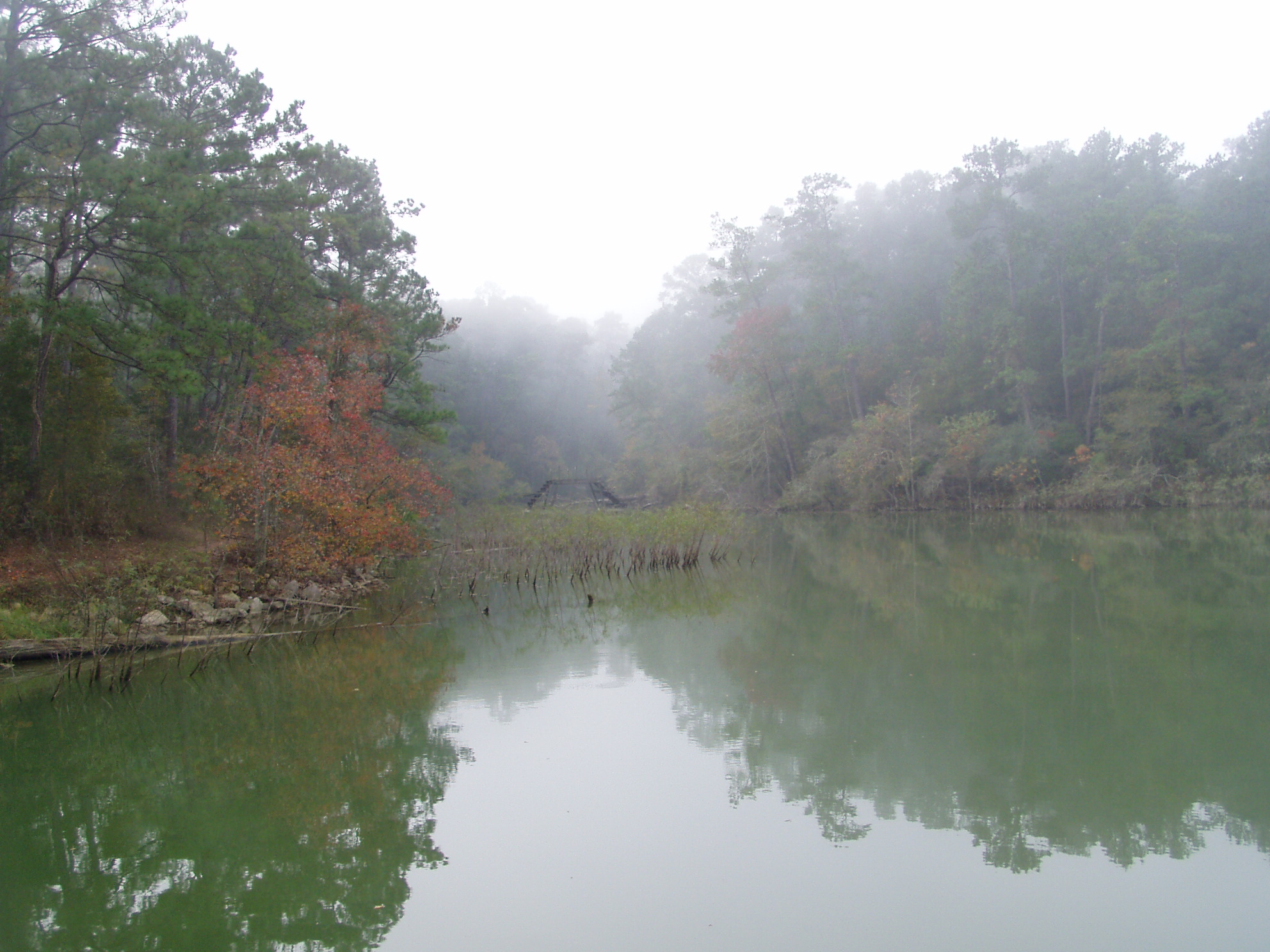
Туман
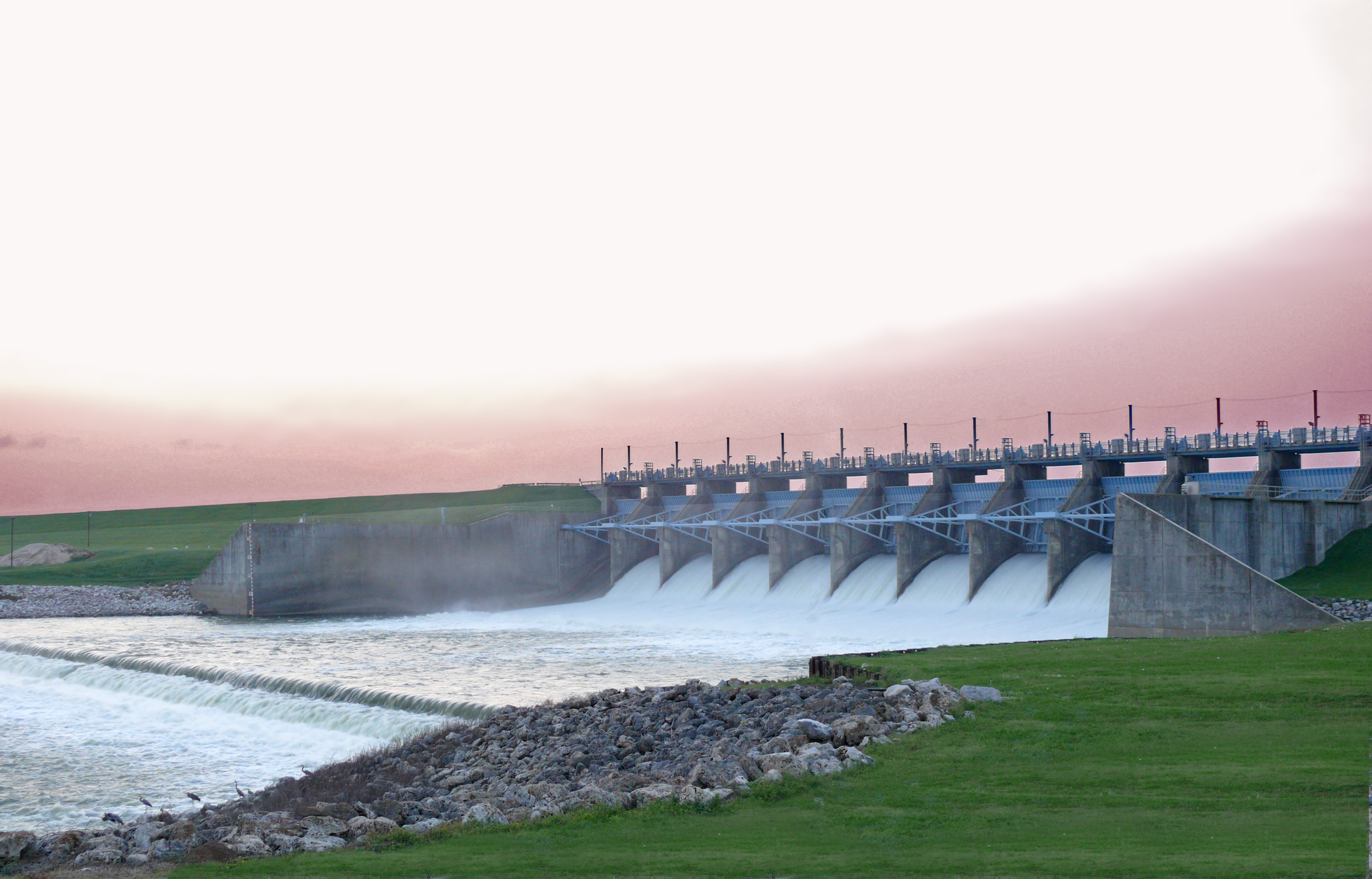
Плотина